# Always (piosenka Arasha)
Always – dziewiąty singel Arasha wydany w 2009 przez Warner Music, nagrany wspólnie z AySel i umieszczony na drugim albumie studyjnym wokalisty pt. Donya.
Utwór, zachowany w stylu szwedzkiego popu z tradycyjnymi azerskimi brzmieniami, otwiera dźwięk taru. Utwór reprezentował Azerbejdżan podczas 54. Konkursu Piosenki Eurowizji w 2009, zajął trzecie miejsce w finale.

## Lista utworów
- CD singel (2009)[6]

1. „Always” (Single Version) – 2:53
2. „Always” (Payami Remix) – 4:09

## Notowania na listach przebojów
| Kraj            | Lista (2009)    | Najwyższa pozycja |
| --------------- | --------------- | ----------------- |
| Szwecja         | Top 60 Singles  | 3                 |
| Norwegia        | Top 20 Singles  | 18                |
| Niemcy          | Top 100 Singles | 96                |
| Szwajcaria      | Singles Top 100 | 98                |
| Wielka Brytania | Singles Top 200 | 137               |